# سزار لوییس منوتی
سزار لوییس منوتی (به انگلیسی: César Luis Menotti) (زاده ۵ نوامبر ۱۹۳۸ – درگذشته ۵ مه ۲۰۲۴) بازیکن و مربی فوتبال اهل آرژانتین بود. وی مربی تیم ملی فوتبال آرژانتین در قهرمانی جام جهانی فوتبال ۱۹۷۸ بود.
سزار لوییس منوتی در ۵ مه ۲۰۲۴، در سن ۸۵ سالگی درگذشت.